# Aganzagara
Mursa là một chi bướm đêm thuộc họ Noctuidae.